# Jan Vis (artiestenmanager)
Jan Vis (Blokker, 13 juli 1938 – Eindhoven, 25 oktober 2007) was een Nederlandse artiestenmanager.
Vis was eigenaar van het Muziek- en Showbureau Jan Vis uit Rosmalen dat hij op 1 april 1963 begon. Hij werd bekend toen hij in 1966 de Britse rockgroep The Rolling Stones naar Nederland haalde voor een optreden.
Vis ontdekte en begeleidde diverse artiesten waaronder Albert West, Charly Lownoise, Do, Mental Theo en The Shuffles. Toen in februari 2003 zijn bedrijf veertig jaar bestond ontving hij van de burgemeester van Den Bosch, Ton Rombouts, de ridderorde Ridder in de Orde van Oranje-Nassau als "een maatschappelijke waardering voor de inzet van zijn hele bureau en van de artiesten uit zijn stal". In 2006 ontving hij de Gouden Bamberger.
Vis overleed op 69-jarige leeftijd in zijn slaap, in een ziekenhuis in Eindhoven. Hij was al langere tijd ziek en stierf uiteindelijk aan nierfalen. Sindsdien wordt het bedrijf beheerd door de kinderen van Vis.